# 跳闪！ 阿罗哈男爵惊恐大作战之卷
《跳闪！ 阿罗哈男爵惊恐大作战之卷》是一款由Exact和Ultra制作、索尼互動娛樂在PlayStation发行的平台游戏。本游戏是跳闪系列首作。
《跳闪！》是一款第一人物平台游戏。主人公是一个机器兔子。
本游戏收到普遍正面评价。IGN给予本游戏7.5/10的分数。
续作《跳闪！2 阿罗哈男爵大伤脑筋之卷》于1996年发行。